# Maxx FM
Maxx FM (Eigenschreibweise: MAXX FM) ist ein privater Hörfunksender aus Berlin. Er gehört zur Radio B2 GmbH. Der Sendestart von Maxx FM war am 10. Januar 2017. Der Sender bietet ein Hörfunk-Vollprogramm für eine jugendliche Zielgruppe. Gesendet wird vom Berliner Fernsehturm.

## Programm
Maxx FM richtet sich an die junge Zielgruppe der 14- bis 29-Jährigen. Nach eigenen Angaben will das Programm des Senders vor allem junge urbane Hörerschichten erreichen. Der Sender spielt Musik aus den Bereichen Pop, R’n’B, Electro und House. Sonntags werden bei Maxx FM die American Top 40 von Moderator Ryan Seacrest präsentiert. Die Nachrichten werden von der Schwestergesellschaft Rundfunk Werke GmbH zugeliefert und haben ihren Fokus auf Berlin- und jugendaffinen Themen wie Internet, Multimedia und Entertainment, aber auch Politik und Sport.

## Empfang
Maxx FM sendet in Berlin über Digitalradio DAB+ auf Kanal 7B. 
Diese terrestrische Übertragung wird am 31. August 2025 zugunsten ds Programms "jazz fm" enden.
Zusätzlich ist das Programm im Internet zu empfangen.